# Serwer FTP
Serwer FTP – serwer umożliwiający wymianę plików z komputerami za pomocą protokołu komunikacyjnego FTP.

## Przykładowe implementacje
- dla Microsoft Windows: FileZilla, Serv-U FTP Serwer, War FTP Daemon.
- dla Linuxa: ProFTPd, wu-ftpd, vsftpd.
- dla Unixa: Pure-FTPd.

Serwer FTP może być również elementem pakietu programów i wtedy stanowi jedną z oferowanych usług. Przykładem takiego rozwiązania jest IIS (Internet Information Services) firmy Microsoft.